# Ermida Senhora das Fontes
A Ermida Senhora das Fontes, ou Santuário da Senhora das Fontes, é um templo cristão situado na freguesia de Vale do Massueime, no Município de Pinhel.
Envolvida numa zona onde a Natureza proporciona uma enorme beleza, a Ermida é uma local de romaria no primeiro fim de semana de Setembro em honra de Nossa Senhora das Fontes. Perto desta existe uma fonte de grande valor simbólico e um local de merendagem, muito procurados nos dias de Verão.
Foi recentemente alvo de uma remodelação, fruto da iniciativa de um grupo de samarras pertencentes à Confraria dos Ermitães, juntamente com a participação do povo da freguesia de Santa Eufêmia.
A "Ermida", como é tratado pelos locais, é há muito o símbolo e orgulho dos samarras - os habitantes de Santa Eufêmia, existindo inumeros episódios e relatos de conflitos pela posse do templo.  
A Ermida localiza-se a 2 km de Santa Eufémia, junto à estrada municipal que liga Santa Eufémia à sede do Município.